# Isothrix
Isothrix é um gênero de roedor da família Echimyidae.
É encontrada nas florestas tropicais da América do Sul, especialmente na região amazônica.

## Espécies
- Isothrix barbarabrownae Patterson & Velazco, 2006
- Isothrix bistriata Wagner, 1845
- Isothrix negrensis Thomas, 1920
- Isothrix orinoci (Thomas, 1989)
- Isothrix pagurus Wagner, 1845
- Isothrix sinnamariensis Granjon, Patton, Vie & Volobuev, 1996